# Lista zabytków w Għajnsielem
To jest lista zabytków w Għajnsielem na wyspie Gozo na Malcie, które są umieszczone na liście National Inventory of the Cultural Property of the Maltese Islands.

## Lista
| Nazwa zabytku                                                                   | Lokalizacja                               | Współrzędne | Nr na liście NICPMI | Zdjęcie |
| ------------------------------------------------------------------------------- | ----------------------------------------- | --- | ------------------- | ------- |
| Wieża Świętej Marii                                                             | Triq il-Gvernatur, Comino                 | 36°00′24,8″N 14°19′47,6″E/36,006892 14,329889                                                                                             | 00031               |         |
| Wieża Mġarr ix-Xini                                                             | Ta’ Mġarr ix-Xini                         | 36°01′01,8″N 14°16′27,8″E/36,017180 14,274393                                                                                             | 00037               |         |
| Kaplica św. Cecylii                                                             | Triq Ta’Lambert                           | 36°01′42,8″N 14°16′25,9″E/36,028547 14,273872                                                                                             | 00041               |         |
| Bateria Świętej Marii                                                           | Comino                                    | 36°00′24,0″N 14°20′46,3″E/36,006678 14,346186                                                                                             | 00042               |         |
| Kościół parafialny pw. Matki Bożej z Loreto                                     | Triq J.F. De Cambray                      | 36°01′34,6″N 14°17′21,8″E/36,026279 14,289382                                                                                             | 01063               |         |
| Nisza św. Antoniego z Padwy                                                     | 20 Pjazza Madonna Ta’ Loreto              | 36°01′37,1″N 14°17′23,7″E/36,026971 14,289906                                                                                             | 01064               |         |
| Nisza Matki Bożej Bezpiecznej Przystani                                         | Triq Ramon Perellos / Pjazza Independenza | 36°01′37,6″N 14°17′24,5″E/36,027101 14,290147                                                                                             | 01065               |         |
| Kościół Matki Bożej z Loreto (stary)                                            | Pjazza Independenza                       | 36°01′38,9″N 14°17′23,1″E/36,027465 14,289739                                                                                             | 01066               |         |
| Płaskorzeźba św. Józefa                                                         | "Casa di San Giuseppe", Triq L-Imġarr     | 36°01′25,1″N 14°17′20,9″E/36,023627 14,289131                                                                                             | 01067               |         |
| Nisza św. Franciszka z Asyżu                                                    | 9 Triq Sant’Antnin                        | 36°01′42,3″N 14°17′49,8″E/36,028410 14,297163                                                                                             | 01068               |         |
| Nisza Chrystusa Nazareńskiego                                                   | "Palalu", 14 Triq Sant’Antnin             | 36°01′40,5″N 14°17′50,0″E/36,027904 14,297210                                                                                             | 01069               |         |
| Kościół św. Antoniego z Padwy                                                   | Triq Sant’Antnin                          | 36°01′45,9″N 14°17′48,5″E/36,029414 14,296802                                                                                             | 01070               |         |
| Statua św. Pawła                                                                | 85 Triq Sant’Antnin                       | 36°01′47,5″N 14°17′49,2″E/36,029867 14,297001                                                                                             | 01071               |         |
| Nisza Matki Bożej z Góry Karmel                                                 | 124 Triq il-Ħamri                         | 36°01′37,0″N 14°17′30,9″E/36,026951 14,291911                                                                                             | 01072               |         |
| Nisza św. Andrzeja                                                              | Gleneagles Bar, Triq Martino Garces       | 36°01′27,9″N 14°17′48,3″E/36,024425 14,296737                                                                                             | 01073               |         |
| Kościół Matki Bożej z Lourdes                                                   | Triq Lourdes                              | 36°01′30,4″N 14°17′42,6″E/36,025100 14,295165                                                                                             | 01074               |         |
| Statua Matki Bożej z Lourdes                                                    | Triq Lourdes                              | 36°01′30,4″N 14°17′43,3″E/36,025104 14,295362                                                                                             | 01075               |         |
| Nisza Matki Bożej z Góry Karmel                                                 | 125 Triq L-Imġarr                         | 36°01′34,9″N 14°17′07,9″E/36,026357 14,285526                                                                                             | 01076               |         |
| Nisza św. Antoniego z Padwy                                                     | Triq Borġ Għarib                          | 36°01′47,0″N 14°17′06,4″E/36,029713 14,285109                                                                                             | 01077               |         |
| Nisza Matki Bożej z Góry Karmel                                                 | Triq Manoel de Vilhena (pasaż obok IGYC)  | 36°01′29,5″N 14°17′47,3″E/36,024861 14,296475                                                                                             | 01078               |         |
| Nisza Krzyża Chrystusowego                                                      | Triq ix-Xatt (obok policji)               | 36°01′25,4″N 14°17′50,1″E/36,023714 14,297260                                                                                             | 01079               |         |
| Kaplica Powrotu Świętej Rodziny z Egiptu                                        | Triq il-Gvernatur, Comino                 | 36°00′54,3″N 14°20′08,9″E/36,015090 14,335806                                                                                             | 01080               |         |
| Płaskorzeźba Najświętszego Serca Jezusa                                         | 14 Triq il-Fawwara                        | 36°01′37,3″N 14°17′26,7″E/36,027036 14,290749                                                                                             | 01081               |         |
| Nisza Matki Bożej z Góry Karmel                                                 | 24 Triq il-Fawwara                        | 36°01′36,5″N 14°17′26,7″E/36,026815 14,290759                                                                                             | 01082               |         |
| Fort Chambray                                                                   | Triq Chambray                             | 36°01′21,6″N 14°17′34,1″E/36,022670 14,292814                                                                                             | 1361                |         |
| Bastion Notre Dame – Fort Chambray                                              | Fort Chambray                             | 36°01′24,5″N 14°17′37,9″E/36,023477 14,293865                                                                                             | 1362                |         |
| Bastion św. Pawła – Fort Chambray                                               | Fort Chambray                             | 36°01′24,6″N 14°17′31,2″E/36,023503 14,291998                                                                                             | 1363                |         |
| Bastion św. Antoniego – Fort Chambray                                           | Fort Chambray                             | 36°01′21,3″N 14°17′26,6″E/36,022570 14,290727                                                                                             | 1364                |         |
| Bastion Anioła Stróża _ Fort Chambray                                           | Fort Chambray                             | 36°01′16,6″N 14°17′30,5″E/36,021273 14,291816                                                                                             | 1365                |         |
| Kurtyna z bramą główną – Fort Chambray                                          | Fort Chambray                             | 36°01′23,7″N 14°17′34,3″E/36,023256 14,292859                                                                                             | 1366                |         |
| Prawy rawelin – Fort Chambray                                                   | Fort Chambray                             | 36°01′25,4″N 14°17′34,5″E/36,023714 14,292905                                                                                             | 1367                |         |
| Lewy rawelin – Fort Chambray                                                    | Fort Chambray                             | 36°01′23,6″N 14°17′28,0″E/36,023232 14,291105                                                                                             | 1368                |         |
| Kurtyna łącząca bastion św. Antoniego z bastionem św. Pawła – Fort Chambray     | Fort Chambray                             | 36°01′22,5″N 14°17′29,3″E/36,022907 14,291470                                                                                             | 1369                |         |
| Kurtyna łącząca bastion św. Antoniego z bastionem Anioła Stróża – Fort Chambray | Fort Chambray                             | 36°01′18,4″N 14°17′28,4″E/36,021768 14,291221                                                                                             | 1370                |         |
| Centralna przeciwstraż – Fort Chambray                                          | Fort Chambray                             | 36°01′26,0″N 14°17′30,6″E/36,023883 14,291846                                                                                             | 1371                |         |
| Droga kryta – Fort Chambray                                                     | Fort Chambray                             | 36°01′27,0″N 14°17′30,2″E/36,024174 14,291731 36°01′25,8″N 14°17′35,9″E/36,023846 14,293297 36°01′22,7″N 14°17′26,5″E/36,022967 14,290698 | 1372                |         |
| Fosa – Fort Chambray                                                            | Fort Chambray                             | 36°01′23,1″N 14°17′28,9″E/36,023071 14,291374 36°01′24,5″N 14°17′35,1″E/36,023470 14,293091                                               | 1373                |         |
| Centrum obronne górujące nad portem Mġarr – Fort Chambray                       | Fort Chambray                             | 36°01′22,4″N 14°17′42,4″E/36,022885 14,295099                                                                                             | 1374                |         |
| Centrum obronne górujące nad klifem – Fort Chambray                             | Rdum it-Tafal                             | 36°01′18,2″N 14°17′35,3″E/36,021722 14,293130                                                                                             | 1375                |         |
| Magazyn prochu – Fort Chambray                                                  | Bastion Anioła Stróża                     | 36°01′16,1″N 14°17′30,1″E/36,021145 14,291706                                                                                             | 1376                |         |
| Żewwieqa entrenchment                                                           | Il-Blata l-Bajda, Żewwieqa                | 36°01′36,5″N 14°18′27,5″E/36,026802 14,307639                                                                                             | 1418                |         |
| Fugas Xatt l-Aħmar                                                              | Ix-Xatt l-Aħmar                           | 36°01′10,2″N 14°17′16,3″E/36,019511 14,287872 36°01′05,7″N 14°17′11,1″E/36,018256 14,286427                                               | 1437                |         |
| Wieża św. Cecylii                                                               | Triq Ta’Lambert / Triq L-Imġarr           | 36°01′44,8″N 14°16′26,2″E/36,029115 14,273956                                                                                             | 1443                |         |